# Paccheri
I paccheri sono un tipo di pasta campana, originari della tradizione napoletana, aventi la forma di  maccheroni giganti, generalmente realizzati con semola di grano duro.

## Etimologia
Il termine deriva del greco antico (da πας, "tutto" e χειρ, "mano") dei primi fondatori di Partenope e ancora usato nella lingua italiana come "pacca", ovvero uno schiaffo dato a mano aperta, senza intenzioni ostili. Da qui il nome del tipo di pasta, dalla taglia molto superiore alla norma, in genere accompagnato da condimenti saporiti. I paccheri possono essere anche farciti, con ricotta o altri ingredienti, e serviti con il ragù.